# 烏克蘭希臘禮天主教聖伯多祿聖保祿教區
烏克蘭希臘禮天主教聖伯多祿聖保祿教區（拉丁語：Eparchia Sanctorum Petri et Pauli Melburnensis  Ucranorum）是一個位於澳大利亞和紐西蘭的東儀天主教教區（烏克蘭希臘禮），屬墨爾本總教區。
澳大利亞代牧區於1958年5月10日成立，1982年6月24日升為教區。教區於2010年時有教友32,450人、十個堂區和廿一名司鐸。
現任教區主教為尼各老·比喬克，榮休主教為伯多祿·斯塔西烏克。